# CM INDEX
『CM INDEX』（シーエムインデックス）は、1996年から東京企画が制作している日本で唯一のCM情報番組である。

## 概要
CM総合研究所の「月刊CM好感度調査」を元に、最新のヒットCMや話題のCMを紹介。テレビCMの様々な情報をあらゆる角度から紹介するCM専門番組。

## コーナー
CM COLLECTION
獲れたての最新CMを一挙に紹介。
CM好感度ランキング
CM総合研究所が調べた月刊CMランキングの新作CM TOP10や銘柄別TOP10などを発表。
CM TOPICS
最新CMのメイキング映像をクリエイター、ディレクター、出演者のインタビューを交えて特集。海外CMの特集が行われることもある。

## 出演者
ナレーション
- 森谷里美
- 真中了

## スタッフ
- CG制作：谷内正樹（ROBOT）、磯部亜希子（ROBOT）、丹波直樹（TANGE FILMS）、久保公人（TANGE FILMS）
- 音楽：礒崎祥吾
- 編集・MA：ヌーベルアージュ
- AD：平井正吾、守矢純
- ディレクター：上原容子、石川孝樹
- プロデューサー：佐藤瑠美子、重田義章
- 監修：CM総合研究所
- 制作著作：東京企画

## ネット局
※2022年9月時点
※局によっては、特番などといった編成の都合により、放送休止になることもある。
BS
- BSよしもと(2022年3月25日より金曜26:00に放送)

CS
- ホームドラマチャンネル

地上波
- TOKYO MX
- テレビ埼玉
- 群馬テレビ
- とちぎテレビ
- 福島テレビ
- 石川テレビ
- 富山テレビ
- 福井テレビ
- 岐阜放送
- KBS京都
- サンテレビ
- サガテレビ
- 三重テレビ[1]